# Burträskförkastningen
Burträskförkastningen är en geologisk sprickzon i norra Sverige. Förkastningen har haft större perioder av seismisk aktivitet sedan Inlandsisens bortsmältning för cirka 10 000 år sedan. Förkastningen är synlig i Burträsk men fortsätter antagligen ut i Bottenviken.